# 榊原郁恵
榊󠄀原 郁恵（さかきばら いくえ、1959年〈昭和34年〉5月8日 - ）は、日本のタレント、女優、歌手、司会者、元アイドル。ホリプロ所属。本名、渡辺 郁恵（わたなべ いくえ、旧姓：榊󠄀原）。夫は、俳優の渡辺徹。

## 来歴・人物
神奈川県川崎市に生まれ、3歳の時に厚木市に転居。厚木市立厚木第二小学校、厚木市立厚木中学校、神奈川県立厚木東高校を経て堀越高等学校卒業。
父は中日新聞社の社員であった。4歳年上の姉がおり、姉が子供のころに児童劇団に入っていたことから、児童劇団への入団を葉書で申し込んだ。審査日が家族旅行の日と重なったために相談したところ、母や姉から叱られて断念した。中学時代はテニス部、厚木東高校時代は人形浄瑠璃部に所属していた。
高校2年生の時に、ホリプロが主催する「第1回ホリプロタレントスカウトキャラバン」で優勝(審査員特別賞は荒木由美子) 。芸能界入りを機に上京し、芸能活動コースがあった堀越高等学校へ転校。1976年よりCMや映画に出演し、1977年1月1日に歌手デビュー。
決勝大会などでのサブタイトルに「1億円のスター」とあったことから、デビュー時のキャッチフレーズが「1億円のシンデレラ」となった。デビューに当たって芸名を考えることになり、『月刊明星』（集英社）誌上でも芸名の公募が行われた。そこで、榊󠄀原の榊󠄀が読みにくいとして「原 郁恵」（はら いくえ）、郁恵の郁も読みにくいとして「原 恵」（はら めぐみ）、厚木出身を由来に「厚木 郁恵」などといった名前も候補に挙がったが、「読みにくい名前だが、一度覚えたら忘れないだろう」という意見でまとまり、本名のままで活動することになった。
同期デビューの女性人気歌手であった高田みづえ、清水由貴子とともに当時「フレッシュ三人娘」と称されていた。最も仲が良かった歌手仲間の2人であるが、新人賞を争うライバル関係でもあった。
デビュー以降、アイドルとして『ナッキーはつむじ風』をはじめ、数多くのドラマやCMで人気を集める。『明星』『平凡』『近代映画』などの表紙をたびたび飾り、タレント歴代5位となるプロマイド月間売上1位獲得17回という実績を持つ。1970年代後半にはミッキーマウスの吹き替えの声優にキャスティングされ、ディズニーの特番にレギュラー出演。『ナッキーはつむじ風』はシリーズ2作品で2年間、同じくTBS系の木曜19時台バラエティドラマ枠5作品で2年半、連続して主演を務めている。
歌手としては7枚目のシングル「夏のお嬢さん」が自身最大のヒットであるものの、オリコンチャートでは最高11位にとどまり、これが自身の最高位となった。『NHK紅白歌合戦』には1978年から6回連続で出場し、紅組トップバッターを2回務めた。シングル盤のリリースは1986年まで続けていた。
1970年代当時としては大胆なビキニでアピールする巨乳で知られた。1979年にはブロマイドの年間売上女性2位となり、後年では巨乳アイドルの先駆けとして認知される。
1981年に上演した『ピーター・パン』は自身初の座長公演であり、ホリプロが初めて手がけたミュージカルということもあって当初は興行的な成功を不安視する声もあったが、小柄でありながらスリムな体型を作り上げ少年役を演じ、この年度のゴールデン・アロー賞演劇賞および大賞を受賞した。「郁恵ピーターパン」は7年の間、毎年夏の1ヶ月を代役無しで飛び続け340回・76万人を動員した。公演は新宿コマ劇場が最後尾まで埋まるという客入りで千秋楽を延ばすほどの人気となり、追加公演のチケット発売には朝から長蛇の列となった。初演での入場者数は50回の公演で12万3564名、日本のミュージカル史上で初演時に採算をとれたのは初めてだった。本人曰く「なかでも美智子様と紀宮様（当時）が観劇に来られたことが一番の思い出」と語っている。
1987年、渡辺徹との結婚に伴い同年をもって『ピーター・パン』を降板。同年10月14日に結婚式・披露宴が行われ「完全独占生中継おめでとう!! 渡辺徹・榊原郁恵結婚披露宴」として日本テレビ系で生放送された。平均視聴率は40.1%（ビデオリサーチ・関東地区）を記録した。
結婚後は主婦タレントとしてバラエティ番組から絵本の読み聞かせ、情報・園芸番組まで幅広く活躍。2男の母となり、長男はのちに俳優・タレントの渡辺裕太、次男は俳優の渡辺拓弥として活動。
また、フジテレビ『ものまね王座決定戦』の総合司会を1987年から2000年までの13年間にわたって務めた他、同局で1990年前後 - 2007年9月28日の間、夕方→午前枠と何度も時間は移動したものの、ミニ番組形料理番組の看板司会者として約16年もの間担当した。
2005年、番組企画で取り組んだ社交ダンスで部門1級を取得。バッグや風呂敷など商品プロデュースも手掛けている。
厚木市で10アールの畑を借りて、仲間4人とともに野菜を育てている。
2021年3月から2022年2月までテレビ朝日系のスーパー戦隊シリーズの特撮テレビドラマ『機界戦隊ゼンカイジャー』において、ヒロインの五色田ヤツデ役で出演した。
2022年11月28日、夫の渡辺徹が敗血症のため、61歳で死去した。夫とは、「いい夫婦パートナー・オブ・ザ・イヤー2021」に選ばれ、家族で朗読劇に取り組むなど公私ともに「おしどり夫婦」と呼ばれていた。

## 経歴
- 1976年（昭和51年） - 第1回ホリプロタレントスカウトキャラバンでグランプリ受賞[3]。審査員特別賞は荒木由美子。
- 1977年（昭和52年）1月1日 - 「私の先生」で歌手デビュー[3]（キャッチフレーズは「一億円のシンデレラ」）。同期デビュー歌手では荒木由美子、高田みづえ、清水由貴子、大場久美子、香坂みゆき、狩人、川崎麻世、清水健太郎、太川陽介などがいる。
- 1978年（昭和53年） - 「夏のお嬢さん」がヒット。
- 1980年（昭和55年） - 『ROBOT』がスマッシュヒット。
- 1981年（昭和56年） - 『ピーター・パン』初演。
- 1987年（昭和62年） - 俳優の渡辺徹と結婚。
- 1989年 - 第一子（裕太）出産。
- 1996年（平成8年） - 第二子出産。
- 2007年（平成19年） - 環境省「我が家の環境大臣」に任命される。
- 2009年（平成21年） - 厚木市「あつぎエコ特別大使」に任命される。

### 受賞
- 第1回ホリプロタレントスカウトキャラバン グランプリ（1976年9月7日）
- 第6回東京音楽祭国内大会 シルバー・カナリー賞 優秀新人賞（1977年6月15日）
- 第10回新宿音楽祭 銀賞 （1977年10月12日）
- 第4回横浜音楽祭 新人賞 （1977年10月26日）
- 第8回日本歌謡大賞 新人賞 （1977年11月17日）
- 第4回FNS歌謡祭 優秀新人賞 （1977年12月20日）
- 第19回日本レコード大賞 新人賞 （1977年12月31日）
- 第4回日本テレビ音楽祭 金の鳩賞 （1978年8月24日）
- 第5回FNS歌謡祭 歌謡音楽賞 （1978年12月19日）
- 第4回あなたが選ぶ全日本歌謡音楽祭 ヤングアイドル賞（1978年12月26日）
- 第17回ゴールデン・アロー賞 グラフ賞 （1979年）
- 第6回あなたが選ぶ全日本歌謡音楽祭 金賞 （1980年12月26日）
- 第19回ゴールデン・アロー賞 大賞・演劇賞 （1981年）

## エピソード

### 芸能活動
- ブレイク後もしばらく寮に残り、電話も23歳ごろまで新人らと共同電話を使っていた。ホリプロの寮・管理体制の過度ともいえる厳格さについては、山瀬まみ、伊藤美紀、田中陽子など不満を漏らしたOGや、堀ちえみのように共同電話を独占するなど規則を破っていたOGもいるが、そんな体制にも郁恵は文句を言わなかった。
- 『ピーター・パン』初演の時、スタッフが舞台セット上の2階の窓を開けるタイミングを間違え、郁恵も宙乗りの場面と勘違いして窓から飛び出し、ステージに落下するハプニングが発生。自身に怪我はなく、「さあ、飛ぶよ！」と台詞を言いながら走って舞台袖に引っ込んだ。
- 相原勇は榊原の演ずる『ピーター・パン』に強く憧れ、「“ピーター・パンを演じるために芸能界に入った”」と語っている。
- 唐沢寿明は榊原のファンであり、「ステージ衣装コンテストに応募した」「テレビ局で会った時シカトされた[注 3]」など、エピソードを度々トーク番組で披露している。
- 2005年には自身の当り役『ピーター・パン』の「宙乗り」に18年ぶりに挑戦。当時の衣装をそのまま着て飛んで見せ、衰えない若さをアピールした。
- デビューシングル「私の先生」は、厚木中学校の時に憧れていたクラス担任の黒岩先生をモデルにした曲であり、夜のヒットスタジオ初出演時（1977年8月22日，歌った曲は「わがまま金曜日」）のゲストとして登場し対面した。

### 家族
- 夫の渡辺徹は榊原がデビューした当時からファンであったため、『風の中のあいつ』で共演することが決定した時には大いに喜んだとのこと。
- 渡辺によれば、予約の取れない人気店などでは榊原郁恵であることをアピールし、芸能人パワーを最大限に利用して優遇してもらっている[20]。

### 趣味・嗜好
- 自宅のこだわりは玄関内のバルコニーと自動で回転するクローゼット。一方、渡辺が数千万円かけて作ったシアタールームでは榊原がエクササイズをするため迷惑であると、渡辺が冗談交じりに語っている[20]。
- 郷ひろみのファンであり、芸能界入りする前はファンクラブにも入り、郷の自宅やコンサートにも行った経験がある。初めて自分の小遣いで買ったレコードも、郷の「よろしく哀愁」であった[10]。コンサート会場ではスコッチケーキを渡そうとしたが失敗している。スカウトキャラバンの演技審査は偶然にもゲストで来ていた郷が榊原の相手役を務めた[21]。
- 素人時代の柳沢慎吾が『ぎんざNOW!』の「素人コメディアン道場」出場時に、当時アイドル歌手として出演していた榊原に会った時のことを「郁恵ちゃんに握手をしてもらい『頑張ってね』と声を掛けてもらった」と語っている。柳沢はその後チャンピオンになり、芸能界入りした。

### その他のエピソード
- 身長155cm[1]。スリーサイズはB85・W63・H88。
- 南こうせつの楽曲である「夏の少女」は、榊原をイメージして作られた曲となっている。
- 矢口真里は「師匠が榊原郁恵さんなので」と主婦タレントとしての目標にしている[22]。
- 2007年10月16日、東京世田谷区の路上で車上狙いの被害に遭い、現金約6万円入りの手提げバッグを盗まれた。
- NHK教育テレビジョン『ぴょん太のあんぜんにっき』の主題歌を歌唱していた。
- 『週刊少年ジャンプ』（集英社）で連載されていた『ドーベルマン刑事』に登場する綾川沙樹は、雑誌『明星』（同じく集英社）に掲載された郁恵のグラビア写真を参考にキャラクターデザインが作られた[23]。

- 同じ事務所所属で2期上である片平なぎさとは同学年であり、同じ堀越高校時代の同級生であり親友。互いに名前で呼び合う仲。

## ディスコグラフィ
- 全てのシングル・アルバムは日本コロムビアからリリースされた。

### シングル
| #  | 発売日          | A/B面 | タイトル                               | 作詞           | 作曲           | 編曲           | 規格品番 |
| -- | --------------- | ----- | -------------------------------------- | -------------- | -------------- | -------------- | -------- |
| 1  | 1977年 1月1日   | A面   | 私の先生                               | 橋本淳         | 井上忠夫       | 馬飼野俊一     | PK-36    |
| 1  | 1977年 1月1日   | B面   | ビューティフル モーニング              | 橋本淳         | 井上忠夫       | 馬飼野俊一     | PK-36    |
| 2  | 1977年 4月1日   | A面   | バス通学                               | 藤公之介       | 森田公一       | あかのたちお   | PK-47    |
| 2  | 1977年 4月1日   | B面   | ワルぶった横顔                         | 藤公之介       | 森田公一       | あかのたちお   | PK-47    |
| 3  | 1977年 7月1日   | A面   | わがまま金曜日                         | 藤公之介       | 森田公一       | 馬飼野康二     | PK-61    |
| 3  | 1977年 7月1日   | B面   | 夏のめぐり逢い                         | 藤公之介       | 森田公一       | 馬飼野康二     | PK-61    |
| 4  | 1977年 10月1日  | A面   | アル・パシーノ＋アラン・ドロン＜あなた | 森雪之丞       | 森雪之丞       | 小六禮次郎     | PK-78    |
| 4  | 1977年 10月1日  | B面   | U.S.航空便                             | 飯田朗         | 飯田朗         | 小六禮次郎     | PK-78    |
| 5  | 1978年 1月1日   | A面   | いとしのロビン・フッドさま             | 藤公之介       | 馬飼野康二     | 馬飼野康二     | PK-92    |
| 5  | 1978年 1月1日   | B面   | 赤いブーツとつむじ風                   | 藤公之介       | 飯田朗         | 小六禮次郎     | PK-92    |
| 6  | 1978年 4月1日   | A面   | めざめのカーニバル                     | 佐々木勉       | 佐々木勉       | 若草恵         | PK-103   |
| 6  | 1978年 4月1日   | B面   | 甘いお話しもう一度                     | あいだじゅんこ | 馬飼野康二     | 馬飼野康二     | PK-103   |
| 7  | 1978年 7月1日   | A面   | 夏のお嬢さん                           | 笠間ジュン     | 佐々木勉       | 小六禮次郎     | PK-118   |
| 7  | 1978年 7月1日   | B面   | 9月になれば                            | 佐々木勉       | 佐々木勉       | 小六禮次郎     | PK-118   |
| 8  | 1978年 10月1日  | A面   | Do it BANG BANG                        | 笠間ジュン     | 佐々木勉       | 大村雅朗       | PK-127   |
| 8  | 1978年 10月1日  | B面   | コンピューター恋占い                   | 佐々木勉       | 佐々木勉       | 若草恵         | PK-127   |
| 9  | 1978年 11月1日  | A面   | あこがれ                               | 佐々木勉       | 佐々木勉       | 矢野立美       | PK-132   |
| 9  | 1978年 11月1日  | B面   | あなたと夢とポップ・ロック             | 佐々木勉       | 佐々木勉       | 矢野立美       | PK-132   |
| 10 | 1979年 1月1日   | A面   | 微笑日記                               | 麻生香太郎     | 佐々木勉       | 若草恵         | PK-135   |
| 10 | 1979年 1月1日   | B面   | ふたしかフィーリング                   | 麻生香太郎     | 佐々木勉       | 若草恵         | PK-135   |
| 11 | 1979年 4月1日   | A面   | 青春気流                               | 三浦徳子       | 馬飼野康二     | 馬飼野康二     | PK-145   |
| 11 | 1979年 4月1日   | B面   | 自由の女神                             | 三浦徳子       | 馬飼野康二     | 馬飼野康二     | PK-145   |
| 12 | 1979年 7月1日   | A面   | ラブジャックサマー                     | 笠間ジュン     | 佐々木勉       | 井上鑑         | PK-163   |
| 12 | 1979年 7月1日   | B面   | トロピカル・ハネムーン                 | 笠間ジュン     | 佐々木勉       | 井上鑑         | PK-163   |
| 13 | 1979年 9月1日   | A面   | 秋風のロンド                           | 尾関昌也       | 尾関裕司       | 若草恵         | PK-167   |
| 13 | 1979年 9月1日   | B面   | 傷つき妖精                             | 尾関昌也       | 尾関裕司       | 井上鑑         | PK-167   |
| 14 | 1979年 12月1日  | A面   | 風を見つめて                           | 尾崎亜美       | 尾崎亜美       | 林哲司         | PK-181   |
| 14 | 1979年 12月1日  | B面   | ひとりぼっちのクリスマス・ソング       | 尾崎亜美       | 尾崎亜美       | 林哲司         | PK-181   |
| 15 | 1980年 3月1日   | A面   | イエ! イエ! お嬢さん                   | 伊達歩         | 呉田軽穂       | 船山基紀       | PK-189   |
| 15 | 1980年 3月1日   | B面   | 愛の旅立ち                             | 竜真知子       | 佐藤健         | 船山基紀       | PK-189   |
| 16 | 1980年 4月1日   | A面   | 夢みる想い                             | 佐々木勉       | 佐々木勉       | 戸塚修         | PK-192   |
| 16 | 1980年 4月1日   | B面   | ラスト・ラブ                           | 佐々木勉       | 佐々木勉       | 戸塚修         | PK-192   |
| 17 | 1980年 6月1日   | A面   | ROBOT                                  | 松本隆         | 筒美京平       | 船山基紀       | AK-658   |
| 17 | 1980年 6月1日   | B面   | 恋はう・ら・は・ら                     | 松本隆         | 筒美京平       | 船山基紀       | AK-658   |
| 18 | 1980年 9月1日   | A面   | 夢みるマイ・ボーイ                     | 岡田冨美子     | 加瀬邦彦       | 井上鑑         | AK-705   |
| 18 | 1980年 9月1日   | B面   | 恋のチャンス・メーカー                 | 岡田冨美子     | 加瀬邦彦       | 井上鑑         | AK-705   |
| 19 | 1980年 12月1日  | A面   | あなたは「おもしろマガジン」           | 糸井重里       | 水谷公生       | 大谷和夫       | AK-751   |
| 19 | 1980年 12月1日  | B面   | 幸福によろしく                         | 橋本淳         | 八木架寿人     | 大谷和夫       | AK-751   |
| 20 | 1981年 3月1日   | A面   | 想い出パズル                           | 篠塚満由美     | 馬飼野康二     | 船山基紀       | AH-29    |
| 20 | 1981年 3月1日   | B面   | ときめき年頃                           | 竜真知子       | 井上忠夫       | いしだかつのり | AH-29    |
| 21 | 1981年 6月1日   | A面   | 太陽のバカンス                         | 三浦徳子       | 筒美京平       | 萩田光雄       | AH-70    |
| 21 | 1981年 6月1日   | B面   | ラスト・デイト                         | 三浦徳子       | 筒美京平       | 萩田光雄       | AH-70    |
| 22 | 1981年 7月1日   | A面   | 真夏のファンタジア                     | 伊藤アキラ     | 杉真理         | 船山基紀       | AH-81    |
| 22 | 1981年 7月1日   | B面   | ビバ! ピーターパン                     | 伊藤アキラ     | 杉真理         | 船山基紀       | AH-81    |
| 23 | 1981年 10月1日  | A面   | シャイニング・ラブ                     | 竜真知子       | 小田裕一郎     | 大村雅朗       | AH-121   |
| 23 | 1981年 10月1日  | B面   | LONELY WIND                            | 竜真知子       | 小田裕一郎     | 大村雅朗       | AH-121   |
| 24 | 1982年 1月1日   | A面   | イエスタディ ドリーマー                | 松宮恭子       | 松宮恭子       | 萩田光雄       | AH-160   |
| 24 | 1982年 1月1日   | B面   | モーニング・ラブ                       | 松宮恭子       | 松宮恭子       | 萩田光雄       | AH-160   |
| 25 | 1982年 4月1日   | A面   | つれてってピーター・パン〜一夜の夢〜   | 伊藤アキラ     | 杉真理         | 船山基紀       | AH-201   |
| 25 | 1982年 4月1日   | B面   | 私の天使                               | 伊藤アキラ     | 杉真理         | 船山基紀       | AH-201   |
| 26 | 1982年 4月21日  | A面   | ひき潮                                 | 松宮恭子       | 松宮恭子       | 水谷公生       | AH-206   |
| 26 | 1982年 4月21日  | B面   | 午前2時のGood-by                       | 松宮恭子       | 松宮恭子       | 矢島賢         | AH-206   |
| 27 | 1982年 7月1日   | A面   | 愛と風のララバイ                       | 尾関昌也       | 尾関裕司       | 船山基紀       | AH-234   |
| 27 | 1982年 7月1日   | B面   | 愛はサークルゲーム                     | 大津あきら     | 鈴木キサブロー | 船山基紀       | AH-234   |
| 28 | 1982年 10月1日  | A面   | 雨音に口づけを                         | 伊勢正三       | 南こうせつ     | 佐藤準         | AH-262   |
| 28 | 1982年 10月1日  | B面   | Mr.ストレンジャー                      | 伊勢正三       | 南こうせつ     | 佐藤準         | AH-262   |
| 29 | 1983年 2月21日  | A面   | 親友                                   | 尾関昌也       | 尾関裕司       | 若草恵         | AH-301   |
| 29 | 1983年 2月21日  | B面   | 恋人たちのメロディー                   | 伊藤アキラ     | 坂田晃一       | 矢野立美       | AH-301   |
| 30 | 1983年 5月21日  | A面   | ガラス色の午後                         | 上田知華       | 上田知華       | 林哲司         | AH-334   |
| 30 | 1983年 5月21日  | B面   | Moonlight Dream                        | 大里圭         | 服部清         | 大川友章       | AH-334   |
| 31 | 1983年 9月1日   | A面   | 愛のシルエット                         | 竜真知子       | R.Freeze       | 鷺巣詩郎       | AH-371   |
| 31 | 1983年 9月1日   | B面   | 悲しきクラクション                     | 杉真理         | 杉真理         | 大川友章       | AH-371   |
| 32 | 1984年 1月21日  | A面   | 危険がテ・マ・ネ・キ                   | 松井五郎       | 多川輝彦       | 大谷和夫       | AH-409   |
| 32 | 1984年 1月21日  | B面   | 白い風景                               | 微美杏里       | 服部清         | 青木望         | AH-409   |
| 33 | 1984年 5月21日  | A面   | 雨の鎮魂歌                             | 松宮恭子       | 松宮恭子       | 川口真         | AH-455   |
| 33 | 1984年 5月21日  | B面   | 鹿鳴館物語                             | 山本伊織       | 服部清         | 川口真         | AH-455   |
| 34 | 1984年 9月21日  | A面   | 恋人たち                               | 岩里祐穂       | 岩里祐穂       | 川口真         | AH-506   |
| 34 | 1984年 9月21日  | B面   | 東京聖夜                               | 森雪之丞       | 鈴木キサブロー | 萩田光雄       | AH-506   |
| 35 | 1984年 12月21日 | A面   | しあわせのうた                         | 木下龍太郎     | 高井達雄       | 高井達雄       | AH-532   |
| 35 | 1984年 12月21日 | B面   | ね、この子                             | 青井陽治       | チト河内       | 高井達雄       | AH-532   |
| 36 | 1985年 2月1日   | A面   | Nice Accident                          | 森雪之丞       | 芹澤廣明       | 川上了         | CK-739   |
| 36 | 1985年 2月1日   | B面   | チャンネルX                            | 森雪之丞       | 芹澤廣明       | 川上了         | CK-739   |
| 37 | 1985年 5月21日  | A面   | 女友達代表                             | ダ・カーポ     | ダ・カーポ     | 川村栄二       | AH-593   |
| 37 | 1985年 5月21日  | B面   | 祝辞入りオリジナル・カラオケ           | -              | ダ・カーポ     | 川村栄二       | AH-593   |
| 38 | 1986年 1月21日  | A面   | プロ・ポーズ                           | ダ・カーポ     | ダ・カーポ     | 川村栄二       | AH-699   |
| 38 | 1986年 1月21日  | B面   | 惜春                                   | ダ・カーポ     | ダ・カーポ     | 川村栄二       | AH-699   |
| 39 | 1986年 11月21日 | A面   | もうひとりの女友達代表                 | ダ・カーポ     | ダ・カーポ     | 川村栄二       | AH-784   |
| 39 | 1986年 11月21日 | B面   | オリジナル・カラオケ                   | -              | ダ・カーポ     | 川村栄二       | AH-784   |

### デュエット・シングル
| 発売日        | デュエット | 曲順 | タイトル     | 作詞     | 作曲       | 編曲     | 規格品番 |
| ------------- | ---------- | ---- | ------------ | -------- | ---------- | -------- | -------- |
| 1994年 3月1日 | 久本雅美   | 01   | 歩いて帰ろう | 三谷幸喜 | 松任谷由実 | 木塚二郎 | CODA-377 |

### オリジナル・アルバム
※全てのオリジナル・アルバムは、2008年12月1日にCD版がリリースされた。

### ライブ・アルバム
- 榊󠄀原郁恵 ファースト・ライブ （1978年6月25日）
- 郁恵ライブII そよ風とナッキー （1979年4月1日）
- HOT SUMMER DREAM （1979年8月25日）

### ベスト・アルバム
- 榊󠄀原郁恵 ベスト・アルバム （1978年10月25日）
- Ikue's Feeling／ベスト・ヒット （1979年11月25日）
- 郁恵 ─あなただけに愛をこめて （1980年12月10日）
- 5years 〜デビュー5周年記念〜 （1982年1月1日）
- <カセットテープ> 榊󠄀原郁恵全曲集 （1982年9月21日）
- 榊󠄀原郁恵 ベスト （1984年6月21日）
- 榊󠄀原郁恵ベスト 女友達代表 （1986年2月21日）
- アンコール・ベスト・シリーズ 11 （1988年11月21日）
- アンコール・ベスト・シリーズ 20 （1989年6月1日）
- 榊󠄀原郁恵ベスト 女友達代表〜もうひとりの女友達代表 （1990年6月21日）
- ENCORE!! HIT GRAFITI 榊󠄀原郁恵 （1991年6月21日）
- 榊󠄀原郁恵 ベスト・セレクション （1993年9月21日）
- 郁恵自身 〜25th Anniversary Edition〜 （2001年9月1日）
- コロムビア音得盤シリーズ 榊󠄀原郁恵 （2003年1月1日）
- 榊󠄀原郁恵シングルコレクション （2007年1月1日）
- 榊󠄀原郁恵 ゴールデン★ベスト （2010年3月3日）
- ゴールデン☆アイドル 榊󠄀原郁恵 （2014年7月30日）※シリーズ中、先陣を切って完全限定を売り切り、早々に廃盤扱いになった。

### その他
- <コンパクト盤（4曲入り）> 夏のお嬢さん / Do it Bang Bang / いとしのロビン・フッドさま / 微笑日記 （1980年2月1日）
- <ピクチャーレコード> ROBOT（ロボット） （1980年7月1日）
- <ピクチャーレコード> 夢みるマイ・ボーイ （1980年11月1日）
- <カセットテープ> picturesque もうYesterday…… （1984年8月21日）
- <スーパーセレクトシリーズ(8cmCD)> 女友達（ゆうじん）代表 / もうひとりの女友達（ゆうじん）代表 （1991年11月1日）
- <音楽劇「サザエさん」サウンド・トラック> 磯野家 大いに歌う （1994年3月19日）
- あかちゃん版 おはなしノンタン 1 （2000年9月1日）
- あかちゃん版 おはなしノンタン 2 （2000年9月1日）
- あかちゃん版 おはなしノンタン 3 （2000年9月1日）
- <非売品8cmCD> 海と空と笑顔と （2000年）
- <おはなしノンタンシリーズ1> ノンタンがんばるもん （2001年6月30日）
- <おはなしノンタンシリーズ2> ノンタンぶらんこのせて / ノンタンのたんじょうび （2001年6月30日）
- <ミニアルバム 機界戦隊ゼンカイジャー 4> カラフル☆ワンダフル （2021年11月10日）※五色田ヤツデ（榊原郁恵）名義

### タイアップ曲
| 年     | 楽曲                       | タイアップ                                                             |
| ------ | -------------------------- | ---------------------------------------------------------------------- |
| 1978年 | Do it BANG BANG            | 東京電気化学工業のカセットテープ「D」CMソング                          |
| 1978年 | あなたと夢とポップ・ロック | TBS系テレビドラマ「ナッキーはつむじ風」主題歌                          |
| 1978年 | あこがれ                   | TBS系テレビドラマ「ナッキーはつむじ風」挿入歌                          |
| 1979年 | 青春気流                   | グリコのアイスクリーム「いちごフロート／クルール」CMソング             |
| 1980年 | 夢みる想い                 | TBS系テレビドラマ「愛LOVEナッキー」主題歌                              |
| 1980年 | ラスト・ラブ               | TBS系テレビドラマ「愛LOVEナッキー」挿入歌                              |
| 1980年 | 幸福によろしく             | TBS系テレビドラマ「青い絶唱」主題歌                                    |
| 1981年 | 真夏のファンタジア         | 「ピーター･パン」イメージ･ソング / 大正製薬「蚊とりマット」CMソング    |
| 1983年 | 恋人たちのメロディー       | TBS系テレビドラマ「婦警さんは魔女」挿入歌                              |
| 1983年 | 愛のシルエット             | チャコ･フィルム作品/東宝配給「ママ､泣かないで」主題歌                  |
| 1984年 | しあわせのうた             | NHKの音楽番組「みんなのうた」挿入歌                                    |
| 1984年 | ね、この子                 | NHKのテレビ人形劇「ひげよさらば」挿入歌                                |
| 1985年 | Nice Accident              | フジテレビ系特撮テレビドラマ「TVオバケてれもんじゃ」オープニングテーマ |
| 1985年 | チャンネルX                | フジテレビ系特撮テレビドラマ「TVオバケてれもんじゃ」エンディングテーマ |
| 2022年 | カラフル☆ワンダフル        | テレビ朝日系特撮テレビドラマ「機界戦隊ゼンカイジャー」挿入歌           |

## 出演

### テレビドラマ
- だいこんの花 第5シリーズ（1977年、テレビ朝日） - 石川百合子 役
- ナッキーはつむじ風（1978年 - 1980年、TBSテレビ）主演 - 星野夏樹 役
- 燃えろアタック 第1話・ゲスト（1979年、テレビ朝日）
- あめりか物語（1979年、NHK総合）
- 愛LOVEナッキー（1980年、TBSテレビ）主演 - 森下夏樹 役
- 青い絶唱（1980年、TBSテレビ / 大映テレビ） - 鈴木華子 役
- 先生は一年生（1981年、日本テレビ）主演 - 東円 役
- おっきいちゃん（1981年、TBSテレビ）
- 娘と書斎（1981年、TBSテレビ）
- タクシー・サンバ（1981年、NHK総合）
- ザ・サスペンス「消えたスクールバス」（1982年、TBSテレビ / 大映テレビ）主演 - 保母の芦川里江子 役[注 4]
- 花は花（1982年、TBSテレビ）
- わたしの家族（1982年、TBSテレビ）
- 王貞治物語（1982年、TBSテレビ）
- 婦警さんは魔女（1983年、TBSテレビ / 大映テレビ）主演 - 辰巳すみれ 役
- 年ごろ家族 （1984年1月10日 - 3月27日、TBSテレビ） - 梶明美 役
- 風の中のあいつ（1984年、日本テレビ） - 勝又梢　役
- 気になるあいつ（1984年、日本テレビ） - 勝又梢　役
- 再婚（1984年、TBSテレビ）
- ひげよさらば（1984年 - 1985年、NHK総合） - 声の出演・ヨゴロウザ 役
- 春のびっくり（1985年、TBSテレビ）
- 花のこころ（1985年、TBSテレビ）東芝日曜劇場1500回記念番組 - お春 役
- 新・熱中時代宣言（1986年、日本テレビ）主演 - 雨傘久美子 役
- 夏樹静子サスペンス「闇よやさしく」（1987年、関西テレビ）
- 愛・七つの質問（1987年、TBSテレビ）
- 別れてもダメなひと（1988年、テレビ朝日）※徹と夫婦で主演[24]
- ザ・刑事（1990年、テレビ朝日） - 刑事 藤田薫 役
- 女たちの百万石（1988年10月12日・19日、日本テレビ） - 摩阿姫 役
- 世にも奇妙な物語 『大蒜』（1991年、フジテレビ） - 石原陽子 役
- ちょっと危ない園長さん（1993年、日本テレビ）第5話 - 明世役
- 火曜サスペンス（日本テレビ）
  - どうぞ安らかに 1、2、3、4（2001年 - 2005年） - 1：荒木峰子、2：瀬田峰子、3・4：河合峰子 役
  - 箱根湯河原温泉交番（2003 - 2005年） - 堤鈴子 役
- 昼下り社宅奥様捜査隊（2001年、フジテレビ）撮影は1999年だが、2年間お蔵入りになっていたサスペンス
- 私の青空2002 （2002年、NHK総合）
- 手の上のシャボン玉 （2006年、日本テレビ） - 桜庭有希役
- 未来講師めぐる （2008年1月11日 - 3月14日、テレビ朝日） - 吉田愛子 役
- 先生はエライっ!（2008年4月12日、日本テレビ）
- ダンディ・ダディ?（2009年、テレビ朝日）
- リアル・クローズ　第1話（2009年、関西テレビ・フジテレビ） - 山本加代子 役
- 逃亡弁護士（2010年、関西テレビ・フジテレビ） - 榎木律子 役
- 金田一少年の事件簿N(neo) 第8話（2014年9月6日、日本テレビ） - 太刀川節子 役
- プラチナエイジ（2015年、東海テレビ） 主演 - 伊佐山香織 役[注 5]
- 釣りバカ日誌〜新入社員 浜崎伝助〜（2015年10月 - 12月、テレビ東京） - 浜崎とし子 役[25]
  - 釣りバカ日誌〜新入社員 浜崎伝助〜 伊勢志摩で大漁! 初めての出張編（2017年1月2日）
  - 釣りバカ日誌 Season2〜新米社員 浜崎伝助〜（2017年4月 - 6月）
  - 釣りバカ日誌〜新米社員 浜崎伝助〜 瀬戸内海で大漁! 結婚式大パニック編（2019年1月4日）
- 警視庁・捜査一課長 season1 第1話（2016年4月14日、テレビ朝日） - 景山静香 役
- 奪い愛、冬（2017年1月 - 3月、テレビ朝日） - 奥川美佐 役[26]
- 僕たちがやりました（2017年7月 - 9月、関西テレビ・フジテレビ） - 増渕優子 役
- 日曜ワイド 「特殊犯罪課・花島渉2」（2017年9月17日、テレビ朝日） - 川西祥子 役
- いつまでも白い羽根（2018年4月 - 5月、東海テレビ） - 木崎智子 役
- ラブリラン 第6話（2018年5月10日、読売テレビ） - 南恵子 役
- 大誘拐2018（2018年12月14日、東海テレビ） - 中村くら 役
- イノセンス 冤罪弁護士（2019年） ‐ 黒川麗 役
- 孤独のグルメ Season8 第1話（2019年10月5日、テレビ東京） - お母さん 役
- 病室で念仏を唱えないでください 第5話（2020年2月14日、TBSテレビ） - 石川美津子 役
- いいね!光源氏くん（2020年4月4日 - 5月23日、NHK総合） - 沙織の母 役
- 機界戦隊ゼンカイジャー（2021年3月7日 - 2022年2月27日、テレビ朝日） - 五色田ヤツデ 役[18]
- ボクの殺意が恋をした（2021年7月11日 - 9月12日、日本テレビ） - 葉山京子 役[27]

### テレビ番組
- ぎんざNOW!（1977年 - 1978年、TBSテレビ） - せんだみつおのアシスタント
- レッツゴーヤング（1979年、NHK総合） - 平尾昌晃・太川陽介と共に司会
- 紅白歌のベストテン（1979年 - 1981年、日本テレビ） - 堺正章と共に司会
- ザ・トップテン（1981年 - 1986年、日本テレビ） - 堺正章と共に司会
- UFOセブン大冒険（1978年、TBSテレビ） - ピンクレディーと共に主演
- マジカル7大冒険（1978 - 1979年、TBSテレビ） - 大場久美子と共に主演
- 少女探偵スーパーW（1979年、TBSテレビ） - 大場久美子と共に主演
- ミラクルTV大出動（1979 - 1980年、TBSテレビ） - 主演
- スターダッシュNo.1! （1980年、TBSテレビ） - 主演
- ぴょん太のあんぜんにっき（1980年、NHK教育）　- ※主題歌のみ
- 孫悟空 シルクロードをとぶ!!（1982年、フジテレビ） - 主演・孫悟空　役（声の出演）
- 流行事情（1984年 - 1985年、TBSテレビ） - 桂文珍と共に司会
- さんまのまんま（1985年4月8日、関西テレビ） - 第1回ゲスト
- ぱくぱくお子様ランチ（1985年、TBSテレビ） - 山口良一と共に司会
- 純ちゃん郁恵の自慢じゃないけど（1986年 - 1987年、テレビ朝日） - 高田純次と共に司会
- EAT9（1987年 - 1988年、テレビ朝日）
- やる気マンマン日曜日（1987年10月 - 1988年12月4日、毎日放送）
- 三枝の愛ラブ!爆笑クリニック（1987年10月 - 1991年3月、関西テレビ） - 7代目アシスタント
- クイズなっとく歴史館（フジテレビ）
- 郁恵のお料理がんばるゾ!（フジテレビ）
- スーパーステージ（1991年 - 1992年、テレビ東京） - 司会
- 素敵な気分De!（1992年 - 1993年、TBSテレビ、平日12時 - 12時54分）
- 第26回 年忘れにっぽんの歌（1993年12月31日、テレビ東京） - 司会
- 幸せの☆一番星（1996年10月 - 12月、日本テレビ）
- こたえてちょーだい! 郁恵・井森のお料理BAN!BAN! → 郁恵・井森のデリ×デリキッチン!（フジテレビ、月 - 金 10時50分頃 - 11時10分頃[注 6]
- あなたにありがとう（1998年 - 1999年、関西テレビ）
- いきなり!黄金伝説。（テレビ朝日、木曜 19時 - 19時54分）
- 食べて元気!ほらね（2003年 - 2008年、朝日放送、土曜 9時55分 - 10時30分）
- 爛漫!モトどる3人娘（2004年、テレビ東京、月曜 19時 - 19時54分）
- 突撃!イドバタ7（テレビ東京、月曜 19時 - 19時54分）
- 爆笑!!スターものまね王座決定戦（1987年度 - 1999年度） - 司会
- 世界の超豪華・珍品料理（フジテレビ）
- わくわく動物ランド（TBSテレビ） - レギュラー解答者
- 快傑熟女!心配ご無用（TBSテレビ）
- 第36回 夏祭りにっぽんの歌（2005年7月1日、テレビ東京） - 司会
- おもいッきりDON!（2009年3月30日 - 2010年3月22日、日本テレビ） - 月曜レギュラー
- 趣味の園芸 やさいの時間（2010年4月 - 2013年3月、NHK教育） - 月1回出演
- シルシルミシル・シルシルミシルさんデー（2008年12月 - 2014年9月、テレビ朝日、日 18時56分 - 19時54分） - 月1,2回出演
- 通販ヒットの法則（TBSテレビ） - 年に数回，原則として祝日
- スター☆ドラフト会議（2011年4月 - 2013年3月、日本テレビ）
- らくらく!大人倶楽部（2012年4月 - 2013年3月、BS日テレ） - 司会担当
- ネプ&イモトの世界番付（2012年11月 - 2016年3月、日本テレビ） - 準レギュラー
- たけしの健康エンターテインメント!みんなの家庭の医学（朝日放送） - 準レギュラー
- 志村&所の戦うお正月（1999年 - 2020年、テレビ朝日、年1回1月1日放送） - レギュラー
- 榊󠄀原郁恵の町のお嬢さん（2015年3月 - 、旅チャンネル） - MC・ナレーション
- なるほどストリート（2016年4月 - 11月、テレビ東京） - MC（ナイツと交互に隔週で担当）
- スタジオパークからこんにちは（2014年4月 - 2017年3月、NHK総合） - 司会（数ヶ月に1回、不定期）
- しぜんとあそぼ 「にわとり」「かいつぶり」ほか（1997年 - 2022年3月29日、NHK Eテレ） - ナレーション（不定期）
- しくじり先生 俺みたいになるな!!（2015年 - 2017年9月、テレビ朝日） - 生徒（不定期）
- 趣味どきっ!「はじめてのスマホ バッチリ使いこなそう」（2016年6月・7月期、NHK Eテレ） - 生徒役
- スッキリ（2018年10月1日 - 2022年3月21日 、日本テレビ） - 月曜コメンテーター
- 旅する水曜日　麗しのガーデン散歩（2022年11月16日、BS日テレ）- ゲスト
- テレビショッピング「北海道とれたて!美味いもの市」 
共演：山田純大、宮澤佐江
共演：野々村真
共演：高橋ひとみ
共演：高橋ひとみ、手塚理美
- BS日テレShopping 郁恵・照英のうちショピ（BS日テレ）
- ニッポンめしあがれ（2023年4月7日、テレビ朝日） - 共演：宍戸開
- ハートフルTV 虫の知らせ（2024年4月14日 - 、BSフジ） - 店の常連客役
- 榊原郁恵のミュージック昭和遺産（2024年 - 、J:COM）

### NHK紅白歌合戦出場歴
| 年度               | 放送回 | 回数 | 曲目               | 出演順 | 対戦相手      | 備考                |
| ------------------ | ------ | ---- | ------------------ | ------ | ------------- | ------------------- |
| 1978年（昭和53年） | 第29回 | 初   | 夏のお嬢さん       | 01/24  | 郷ひろみ      | 先行トップバッター  |
| 1979年（昭和54年） | 第30回 | 2    | ラブジャックサマー | 02/23  | 渥美二郎      |                     |
| 1980年（昭和55年） | 第31回 | 3    | ROBOT（ロボット）  | 01/23  | 郷ひろみ（2） | トップバッター（2） |
| 1981年（昭和56年） | 第32回 | 4    | シャイニング・ラブ | 12/22  | 西田敏行      |                     |
| 1982年（昭和57年） | 第33回 | 5    | なごり雪           | 13/22  | 山本譲二      |                     |
| 1983年（昭和58年） | 第34回 | 6    | 悲しきクラクション | 05/21  | シブがき隊    |                     |

### 主なラジオ番組
- 電撃わいどウルトラ放送局（1977年、ラジオ関東）
- 郁恵のフレッシュミュージック（1978年10月 - 1979年10月、TBSラジオ）
- 榊原郁恵と神谷明の娘ざかり青春ベストテン（1978年10月 - 1979年3月、ニッポン放送）
- 郁恵と明のはなきんパーティー（1980年10月 - 1981年3月、ニッポン放送）
- 榊原郁恵 レディーのときめき（1981年4月 - 1983年4月、TBSラジオ）
- こうせつ・郁恵のまんてんナイト キラキラ放送局（1981年10月 - 1982年10月、ニッポン放送）
- 榊原郁恵の音楽大好き!!日曜日（1982年10月 - 1985年3月、文化放送）
- ジョイフルポップ「日本のアイドル歌謡」（1987年4月 - 1989年3月、水曜パーソナリティ、NHK-FM）
- ママはいきいき 青春家族（1990年、TBSラジオ）
- I FEEL FINE!（1997年、文化放送）
- 榊原郁恵のおしゃべりパーク 歌うリクエスト（2006年10月 - 2007年3月、ニッポン放送）
- うえちゃん郁恵のサプライズ!フライデースペシャル（2007年4月 - 2007年9月、ニッポン放送）
- 垣花正と榊原郁恵のあなたとハッピー!フライデースペシャル（2007年10月 - 2009年3月、ニッポン放送）
- 榊󠄀原郁恵のハッピー・ダイアリー [注 7]（2009年4月 - 、ニッポン放送）
- ハートフルラジオ 虫の知らせ（2020年7月 - 、FMヨコハマ）

### 映画
- 春琴抄 （1976年12月25日、東宝） - お吉 役
- シリウスの伝説 （1981年7月18日、アニメーション） - 声の出演：チーク 役[28]
- ブンナよ木からおりてこい （1987年3月21日、アニメーション） - 声の出演：ブンナ 役
- Viva! Kappe （2010年4月3日、水戸市市政施行120周年記念作品）
- セイバー+ゼンカイジャー スーパーヒーロー戦記（2021年7月22日、東映） - 五色田ヤツデ 役[29]
- チェリまほ THE MOVIE〜30歳まで童貞だと魔法使いになれるらしい〜（2022年4月8日） - 安達の母 役
- キリコのタクト〜YELL〜（2026年公開予定、KeyHolder Pictures） - 高木ひとみ 役[30]

### オリジナルビデオ
- 機界戦隊ゼンカイジャーVSキラメイジャーVSセンパイジャー（2022年9月28日、東映ビデオ） - 五色田ヤツデ 役[31]
- 暴太郎戦隊ドンブラザーズVSゼンカイジャー（2023年9月27日、東映ビデオ） - 五色田ヤツデ 役[32]

### 舞台
- ピーター・パン （1981年 - 1987年）
- 二十四の瞳 （1992年）
- サザエさん （1994年）
- 女はフルコース （1998年）
- ノイズ・オフ （2002年）
- プレイバックpart.2〜屋上の天使 （2005年）
- 音楽劇リバーソング （2008年）
- ヒロイン （2011年）
- ミュージカル「NEWヒロイン」（2012年）
- 雪まろげ（シアター1010 他、2016年） - 銀子 役[33]
- 舞妓はレディ（2018年） - 千春 役
- ハリー・ポッターと呪いの子（2022年・2024年） - マクゴナガル校長 役[注 8][34][35]
- 青空（2025年）[36]

### 人形劇
- ひげよさらば（1984年4月2日 - 1985年3月18日） - ヨゴロウザ 役

### CM
- 江崎グリコ（1976年 - 1985年、2011年）
  - いちごフロート / クルール（1979年）[37]
- 雪印食品（1977年 - 1978年）
- 東京電気化学（現・TDK） カセットテープ「D」（初代後期型、および2代目、1978年 - 1980年）
- カゴメ（1979年 - 1989年）
- 旺文社（1979年 - 1981年）
- 大正製薬（パブロン・5代目、その他 ゴキブリゾロゾロ等 1980年 - 1987年）
- 小泉産業（1980年 - 1981年）
- 東芝（1980年 - 1989年）
- 商工組合中央金庫（1981年ごろ - 1985年頃）
- 日本通運（1983年 - 1995年）
- エステー化学（現・エステー）（ムシューダ・1987年 - 2000年）
- エースコック（1988年 - 1990年）
- ライオン（1991年 - 1995年、2013年〈夫・徹と共演〉）
- 九州電力（1991年 - 1999年）
- 宝酒造 タカラ料理酒（1992年 - 1994年）
- セシール（現・ディノス・セシール）（1992年 - ）
- ハウス食品（1995年）
- 農林中央金庫（1998年 - ）
- 森永製菓（2001年 - ）
- ホーユー（2001年 - ）
- 永谷園（2006年 - ）
- アサヒフードアンドヘルスケア バランスアップSOYクリスプ「なんちゃって料理番組」篇（2008年4月19日 - ）※同じ事務所の足立梨花と共演
- サントリー・黒烏龍茶（2011年9月 - 、声のみ。笑ゥせぇるすまんの喪黒福造とイラストで共演）
- 他、花の万博（EXPO'90）、花王（ファミリーフレッシュ）など多数。

### ゲーム
- アッコでポン! 〜イカサマ放浪記〜（2008年、ニンテンドーDS・Wii用ソフト、サクセス） - 声の出演[38]

### OVA
- アニメ日本の昔ばなし （ナレーター）

### 玩具
- 機界戦隊ゼンカイジャー ギアトジンガー -MEMORIAL EDITION-（2023年3月）

## 書籍

### エッセイ
- 『気どっちゃダメよ 〜郁恵のピチピチ青春論〜』（1979年、集英社）
- 『郁恵の季節 〜旅立ちは、いま〜』（1982年、ワニブックス）
- 『わたしはピーター・パン』（1987年、婦人画報社）
- 『郁恵の元気スパイス!』（2004年、扶桑社）

### 写真集
- 『近代映画7月号臨時増刊号 榊󠄀原郁恵スペシャル』（1978年、近代映画社）
- 『近代映画ハロー秋の号 榊󠄀原郁恵特集号PART2』（1978年、近代映画社）
- 『近代映画増刊・榊󠄀原郁恵グラフ集』（1980年、近代映画社）
- 『Ikue in New York』（1980年）
- 『郁恵のピーターパン』（1982年、創21株式会社）

### 料理レシピ他
- 『郁恵・井森のお料理BAN!BAN1レシピ集』井森美幸共著（1996年、幻冬舎）
- 『郁恵・井森のお料理BAN!BAN! レシピ集2』（1996年、幻冬舎）
- 『郁恵・井森のお料理BAN!BAN! レシピ集3』（1997年、幻冬舎）
- 『郁恵・井森のお料理BAN!BAN! レシピ集4』（1997年、幻冬舎）
- 『郁恵・井森のお料理BAN!BAN! レシピ集5』（1998年、幻冬舎）
- 『郁恵・井森のお料理BAN!BAN! レシピ集6』（1999年、幻冬舎）
- 『別冊エッセ 郁恵・井森のお料理BAN!BAN!1』（2000年、幻冬舎）
- 『別冊エッセ 郁恵・井森のデリ×デリ キッチン!』（2001年、扶桑社）
- 『別冊エッセ 郁恵・井森のデリ×デリ キッチン! VOL2』（2004年、扶桑社）
- 『郁恵のおいしい食卓』（2007年、主婦と生活社）
- 『郁恵の超うまおかず マヨ・レピ』（2008年、主婦と生活社）
- 『郁恵のパソコンはじめるぞ!』（1997年、アスペクト）

### 関連書籍
- ボム（BOMB）巻頭特集（1981年、学習研究社）
- 毎日グラフ1981年8月23日号 特集榊󠄀原郁恵「ピーターパン」でいまホットな人気（毎日新聞社）
- ホリプロの法則 第3章『飛翔の時代』（2000年、メディアファクトリー）
- いつだって青春 〜わが人生のホリプロ〜堀威夫（2005年、小学館）

## みんなのうた
- 「ホロスコープ〜あなたの星座〜」（1978年）
- 「しあわせのうた」（1984年）
- 「青空とタップダンス」（1988年）